# Storia di Antigua e Barbuda

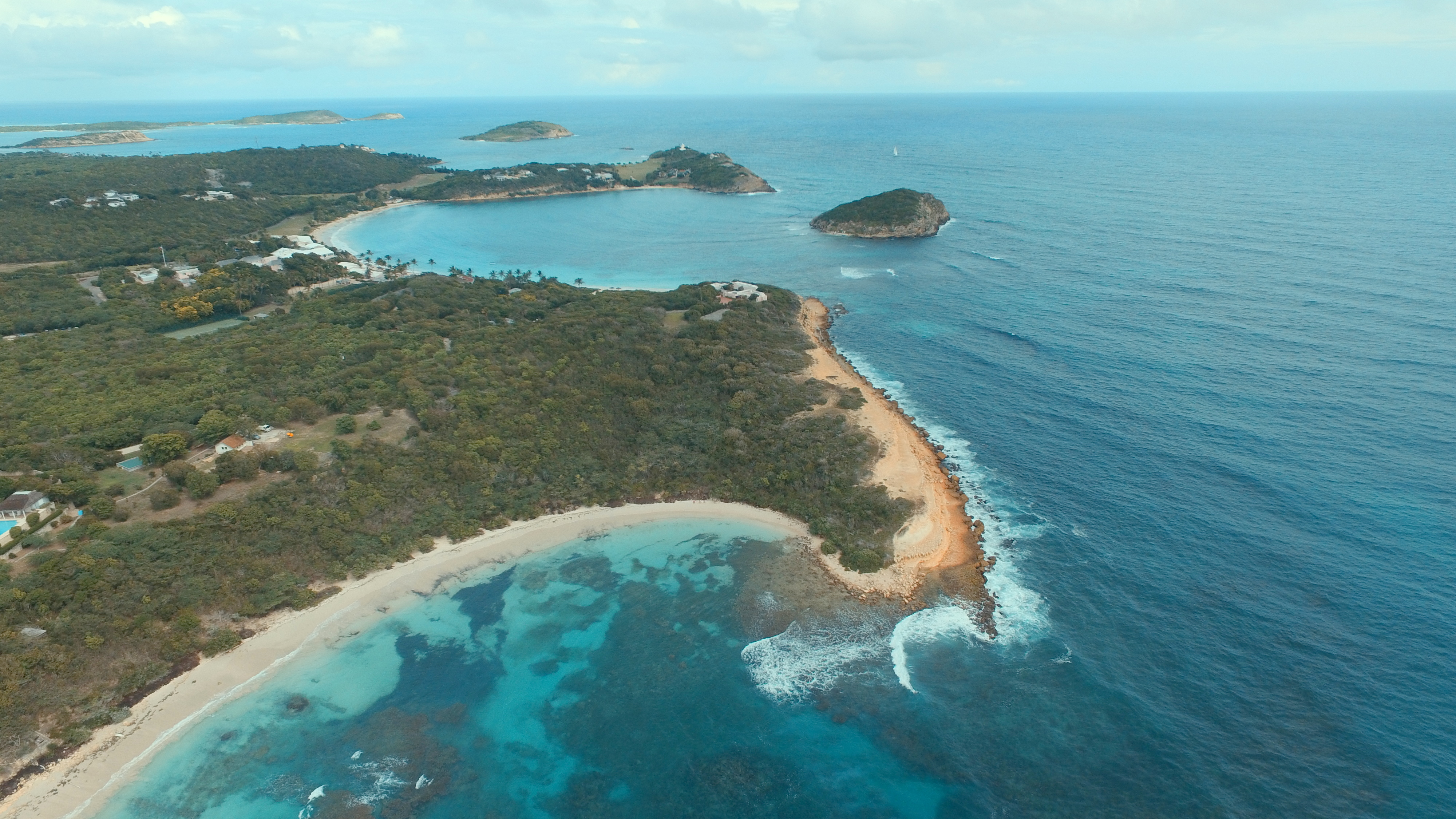
Veduta aerea delle coste di Antigua

La storia di Antigua e Barbuda può essere divisa in tre ere distinte. Nella prima, le isole furono abitate da tre successive società amerindie. Le isole furono trascurate dalla prima ondata della colonizzazione europea delle Americhe, ma furono occupate dall'Inghilterra nel 1632. Sotto il controllo britannico, le isole hanno visto un afflusso sia di Britannici che di schiavi africani. Nel 1981, alle isole fu concessa l'indipendenza dal Regno Unito, dando vita al moderno stato di Antigua e Barbuda.

## Insediamenti precolombiani
Antigua fu colonizzata per la prima volta da Amerindi preagricoli noti genericamente come "popolo arcaico" (sebbene essi siano comunemente, ma erroneamente, noti ad Antigua come Siboney, un popolo preceramico cubano). I primi insediamenti sull'isola risalgono al 2900 a.C. Essi furono succeduti dai Saladoidi, una popolazione agricola che conosceva l'uso della ceramica e che migrò fino alla catena insulare dal Venezuela.  Essi furono in seguito sostituiti da parlanti arawak intorno al 1200 d.C., e intorno al 1500 dai Caribe.
Gli Arawak furono il primo gruppo ben documentato di Antiguani. Essi raggiunsero l'isola a bordo di canoe (piroghe) dal Venezuela e furono poi scacciati dai Caribe — un altro popolo indigeno dell'area. Gli Arawak introdussero l'agricoltura ad Antigua e Barbuda, coltivando, tra le altre colture, il famoso ananas "nero" antiguano. Essi coltivavano anche vari altri cibi, compresi:
- granturco
- patate dolci (bianche, con una polpa più soda della "patata dolce" arancione chiaro usata negli Stati Uniti)
- peperoncino rosso
- guaiava
- tabacco
- cotone

Alcune delle piante elencate, come il granturco e le patate dolci, svolgono ancora un importante ruolo nella cucina antiguana.
Ad esempio, un popolare piatto antiguano, il ducuna, è una specie di raviolo dolce, cotto al vapore, fatto con patate dolci grattugiate, farina e spezie. In aggiunta, uno principali alimenti antiguani, il fungee, è una pasta cotta fatta di farina di granturco e acqua.
La massa degli Arawak lasciò Antigua intorno al 1100 d.C. Quelli che rimasero subirono successivamente le razzie dei Caribe. Secondo l'Enciclopedia Cattolica, la superiorità delle armi e dell'abilità marinara dei Caribe consentì loro di sconfiggere la maggior parte delle nazioni arawak nelle Indie Occidentali — schiavizzandone alcuni e cannibalizzandone altri.
L'Enciclopedia Cattolica chiarisce che gli esploratori spagnoli avevano qualche difficoltà a identificare e a distinguere tra loro i vari popoli nativi che incontravano. Come risultato, il numero e i tipi di gruppi etnici/tribali/nazionali in esistenza al tempo possono essere più vari e numerosi dei due menzionati.
Secondo A Brief History of the Caribbean, le malattie europee e africane, la malnutrizione e la schiavitù alla fine distrussero la grande maggioranza della popolazione nativa dei Caraibi. Nessun ricercatore ha provato in modo conclusivo che una qualsiasi di queste cause sia la vera ragione della distruzione degli indiani nativi occidentali. Infatti, alcuni storici credono che anche la tensione psicologica possa aver giocato una parte nel massiccio numero di nativi morti mentre erano in schiavitù. Altri credono che la dieta, a quanto si dice abbondante, ma amidoso e povera di proteine, possa aver contribuito alla grave malnutrizione degli "Indiani", che erano abituati a una dieta fortificata con le proteine della vita di mare.
Gli Indiani occidentali indigeni facevano eccellenti navi per il mare che usavano per navigare nell'Atlantico e nei Caraibi. Di conseguenza, i Caribe e gli Arawak popolarono gran parte delle isole sudamericane e caraibiche. I parenti degli Arawak e dei Caribe antiguani ancora vivono in vari paesi in Sudamerica, in particolare Brasile, Venezuela e Colombia. Le popolazioni native rimanenti nelle Indie Occidentali, pur di dimensioni assai minori che in passato, conservano tuttavia l'orgoglio del loro retaggio.

## Colonizzazione europea
Cristoforo Colombo avvistò le isole di Antigua e Barbuda nel 1493 durante il suo secondo viaggio dando a quella più grande il nome di Santa Maria de la Antigua. Tuttavia, i primi tentativi degli Europei di colonizzare le isole fallirono a causa delle eccellenti difese dei Caribe. L'Inghilterra riuscì a colonizzare le isole nel 1632, con Thomas Warner come primo governatore. I coloni coltivavano tabacco, indaco, zenzero e canna da zucchero come prodotti agricoli destinati alla vendita. Sir Christopher Codrington stabilì la prima grande piantagione di zucchero ad Antigua nel 1674, e affittò Barbuda per coltivare provviste per le sue piantagioni. L'unica città di Barbuda prende nome da lui. Nei cinquant'anni dopo che Codrington ebbe stabilito la sua piantagione iniziale, l'industria dello zucchero divenne così profittevole che molti agricoltori sostituirono le altre colture con lo zucchero, facendone la spina dorsale dell'economia delle isole. Codrington e altri portarono schiavi dalla costa occidentale dell'Africa per lavorare nelle piantagioni in condizioni disumane.
Durante il XVIII secolo, Antigua fu usata come quartier generale della flotta caraibica della Royal Navy britannica. L'Arsenale Inglese (English Dockyard), come finì per essere chiamato, un porto con acque profonde riparato e ben protetto, era la base principale e le installazioni locali furono grandemente espanse durante la fine del XVIII secolo. L'ammiraglio Lord Horatio Nelson comandò la flotta britannica per gran parte di questo tempo, e si rese impopolare presso i mercanti locali applicando l'Atto di navigazione (Navigation Act), in base al quale  soltanto le navi registrate nel Regno Unito potevano commerciare con le colonie britanniche. Poiché gli Stati Uniti non erano più colonie britanniche, l'atto poneva un problema per i mercanti, che dipendevano dal commercio con il nuovo paese.

## Sviluppo politico

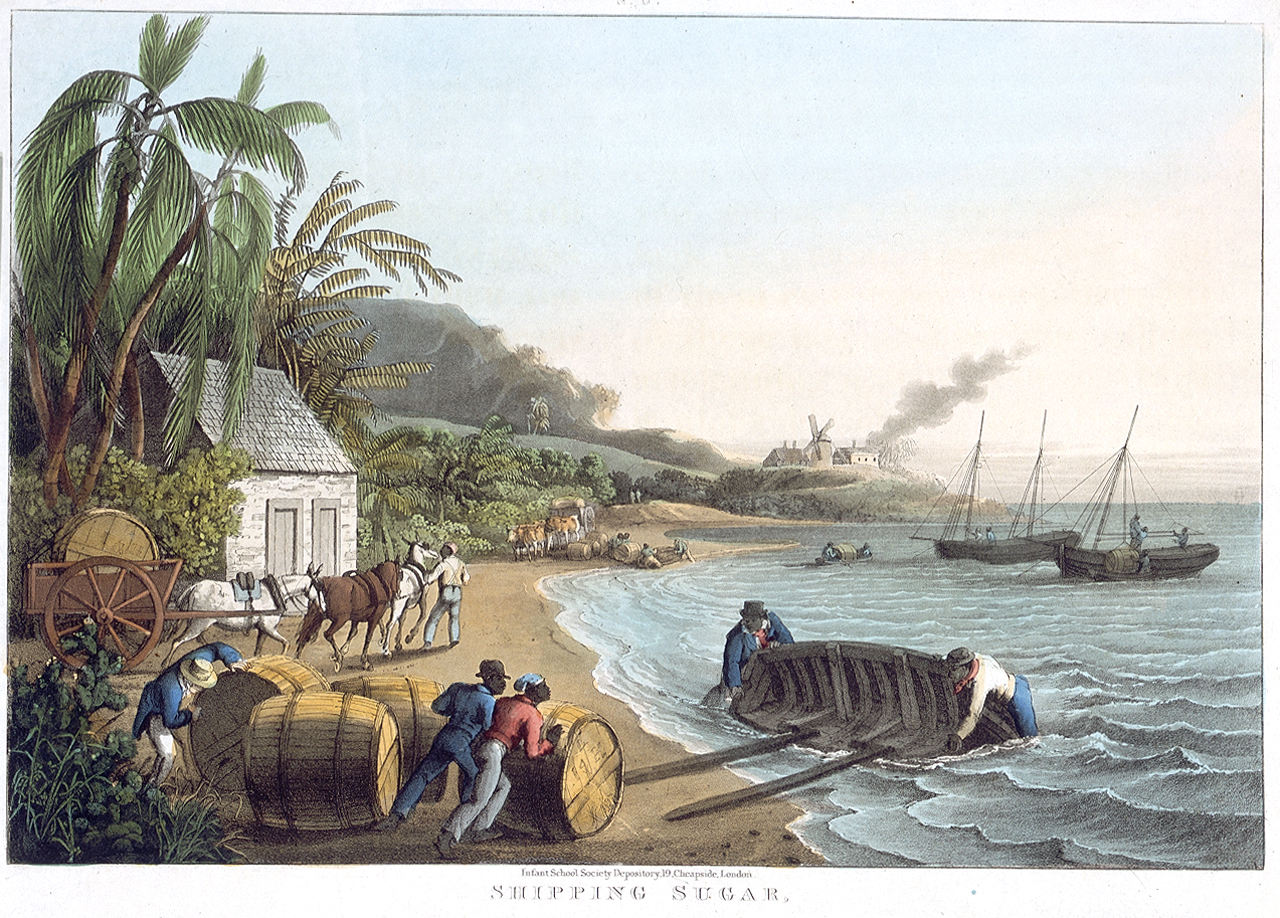
Commercio dello zucchero in una tela di William Clark del 1823

Come tutti gli altri nell'Impero britannico, gli schiavi antiguani furono emancipati nel 1834, ma rimasero economicamente dipendenti dai proprietari delle piantagioni. Le opportunità economiche per i nuovi liberti erano limitate dalla mancanza di terra da coltivare in eccesso, dall'assenza di accesso al credito e da un'economia costruita sull'agricoltura piuttosto che dalla manifattura. Le cattive condizioni di lavoro persistettero fino al 1939 quando un membro di una commissione reale esortò alla formazione di un movimento sindacale.
L'Unione dei lavoratori di Antigua (Antigua Trades and Labour Union), formata poco dopo, divenne il veicolo politico per l'ascesa di Vere Cornwall Bird, che divenne presidente del sindacato nel 1943. Il Partito laburista di Antigua (Antigua Labour Party, ALP), formato da Bird e da altri sindacalisti, presentò propri candidati per la prima volta nelle elezioni del 1946 e divenne il partito di maggioranza nel 1951, cominciando una lunga storia di vittorie elettorali.
Estromessi dal Governo con le elezioni generali del 1971 che portarono al potere il movimento laburista progressista, Bird e l'ALP ritornarono in carica nel 1976.

## Indipendenza di Antigua e Barbuda

La bandiera di Antigua e Barbuda

Le isole ottennero l'indipendenza dal Regno Unito nel 1981, diventando la nazione di Antigua e Barbuda. Tuttavia, essa continua a far parte del Commonwealth delle nazioni e rimane una monarchia costituzionale.
Nel 1997, il primo ministro Lester Bird annunciò che un gruppo di isole ecologicamente sensibili appena al largo della costa nordorientale di Antigua, proposte in precedenza per il riconoscimento di parco nazionale, stavano venendo cedute ad investitori malesi. L'accordo per il Progetto di sviluppo dell'Isola della Guiana (Guiana Island Development Project), che prevedeva un albergo da 1.000 stanze, un campo da golf a 18 buche e un casinò di livello mondiale, scatenò molte critiche da parte di ambientalisti, parlamentari di minoranza e stampa. La situazione precipitò quando un residente locale sparò al fratello del primo ministro. Oggi, il progetto è al centro di battaglie legali e politiche.
L'ALP vinse un nuovi mandato nelle elezioni generali del 1984 e del 1989. Nelle elezioni del 1989, l'ALP al governo vinse tutti i 117 seggi tranne due. Durante le elezioni del marzo 1994, il potere passò da Vere Bird a suo figlio, Lester Bird, ma rimase all'interno dell'ALP, che vinse 11 dei 17 seggi parlamentari. Il Partito progressista unito (United Progressive Party) vinse le elezioni del 2004 e Baldwin Spencer divenne Primo Ministro, allontanando dal potere il governo eletto più duraturo dei Caraibi.